# Trichopsychoda boninensis
Trichopsychoda boninensis är en tvåvingeart som beskrevs av Quate 1959. Trichopsychoda boninensis ingår i släktet Trichopsychoda och familjen fjärilsmyggor. Inga underarter finns listade i Catalogue of Life.